# Hlízov
Hlízov – gmina w Czechach, w powiecie Kutná Hora, w kraju środkowoczeskim.
1 stycznia 2017 gminę zamieszkiwało 576 osób, a ich średni wiek wynosił 37,9 roku.
W miejscowości jest przystanek kolejowy Hlízov.